# 陳經 (正德進士)
陳經（1483年—1550年），字伯常，號東渚，山東青州府益都縣人，匠籍，明朝政治人物。

## 生平
生於成化十九年（1483年）十二月初三日，正德五年（1510年）庚午科山東鄉試舉人，九年（1514年）甲戌科三甲第二十名進士。吏部觀政，授兵科右給事中，十六年（1521年）七月升通政使司右參議，嘉靖元年（1522年）四月升左參議，五年（1526年）六月升右通政，九年（1530年）六月升左通政，十年（1531年）十月升通政使，十四年（1535年）九月升禮部右侍郎、掌通政使司事，十二月丁父憂，服闋，十八年（1539年）改任禮部左侍郎，二十年（1541年）三月充會試讀卷官，九月升戶部尚書、總督倉場兼督西苑農事，二十五年（1546年）二月改任禮部尚書、掌通政使司事，七月改任兵部尚書、兼提督團營軍務，二十六年（1547年）三月充會試讀卷官，七月六年考滿，加太子少保。因邊境多事，南京刑科給事中張思誠、南京湖廣道監察御史宋治論劾其庸鄙不職，因自陳求退，遂令致仕。二十九年（1550年）二月詔為戶部尚書、總督倉場兼督西苑農事，但陳經已於二月四日以疾卒於家，賜祭葬。

## 著作
著有《待旦堂集》、《出塞集》、《近雲樓稿》、《東渚小稿》等。

## 家族
曾祖陳忠；祖父陳俊，贈資政大夫戶部尚書；父陳慶（1449年—1535年），字惟吉，號海春，封通議大夫通政使，贈資政大夫戶部尚書。母傅氏，封淑人。
妻蘇氏，累封夫人。長子陳夢鶴，嘉靖二十六年進士，山西按察司副使；次子陳夢草，宗人府經歷；三子陳夢璜。